# Бразилска космическа агенция
Бразилската космическа агенция (на португалски: Agência Espacial Brasileira, AEB) е бразилската гражданска организация, отговаряща за космическата програма в страната.
Агенцията използва космодрума Алкантара. Поради близостта на космодрума до екватора е нужна по-малко енергия за изстрелване на кораб или ракета в космоса.
Бразилската космическа агенция е наследник на Бразилската космическа програма. Бившата програма е била под военен контрол, но на 10 февруари 1994 става гражданска организация.
Агенцията преживява голям трус, когато ракетна експлозия убива 21 души, все пак Бразилия успешно изстрелва първата си ракета в космоса на 23 октомври 2004 г. от космодрума Алкантара. Ракетата е VSB-30 и е изстреляна на съборбитален полет. Последват я още няколко успешни изстрелвания.
На 30 март 2006 космонавта Маркос Понтес става първият бразилец излязъл в космоса, като остава на Международната космическа станция за около седмица. По време на престоя си, Понтес носи осем експеримента избрани от AEB. Приземява се в Казахстан на 8 април 2006 заедно с екипажа на Експедиция 12.
Политиката на Бразилската космическа агенция е търсене на сътрудничество с по-напреднали космически агенции. Първоначално агенцията се уповава на помощта на САЩ, но след възникнали затруднения по различни проблеми, Бразилия започва да си сътрудничи и с други нации като Украйна, Израел, Аржентина, Китай.